# Williamodendron
Williamodendron é um género botânico pertencente à família Lauraceae.